# Downwelling
Downwelling (prąd zstępujący) − zjawisko konwergencji termohalinowej, polega na opadaniu powierzchniowych warstw wód oceanicznych ku głębinom, wywołany jest zaś niestabilnością mas wodnych, różniących się pod względem temperatury i zasolenia. 
Ogólnie rzecz biorąc ciepłe wody oceaniczne z niższych szerokości geograficznych przemieszczane są ku wyższym szerokościom, w międzyczasie oddając znaczną część swego ciepła ochładzają się, zwiększają swą gęstość, co w konsekwencji prowadzi do ich opadania. Tak powstałe masy przemieszczają się jako prądy głębinowe z powrotem w stronę równika i docierając do szelfu oceanicznego, powoli, bo z prędkością zaledwie kilkunastu centymetrów dziennie, podnoszą się ku powierzchni - tzw. upwelling.